# Orban, Tarn

Orban este o comună în departamentul Tarn din sudul Franței. În 2009 avea o populație de 312 de locuitori.

## Evoluția populației
| An        | 1975 | 1982 | 1990 | 1999 | 2006 | 2009 |
| --------- | ---- | ---- | ---- | ---- | ---- | ---- |
| Populație | 180  | 214  | 246  | 272  | 309  | 312  |